# Svend Weihrauch
Svend Weihrauch (* 8. Juli 1899 in Viborg, Jütland; † 14. Juni 1962 in Aarhus) war ein dänischer Silberschmied, der mit seinen klaren, ornamentfreien Silberschmiedearbeiten einer der herausragenden Vertreter des Funktionalismus ist. Weihrauchs Arbeit fand bereits zu seinen Lebzeiten in der Fachwelt große Beachtung und wurde von der Kunstkritik publizistisch begleitet. Große internationale Erfolge erreichte er auf den Weltausstellungen in Brüssel 1935, Paris 1937 und New York 1939.

## Leben und Werk
Svend Weihrauch erhielt von 1914 bis 1918 seine Ausbildung zum Silberschmied und Ziseleur bei Hans Christian Matthiasen in Nykøbing, eine der führenden Werkstätten für handwerklich gearbeitetes Jugendstil-Silber. In der Folgezeit arbeitete er auch mehrere Jahre in der Silberschmiede von Georg Arthur Jensen. Im Jahr 1928 baute Svend Weihrauch gemeinsam mit Vilhelm Hingelberg in Aarhus eine Silberwerkstatt neuen Typs auf, in der er von 1929 bis 1956 Werkstattleiter und der alleinige künstlerische Gestalter war.
Besondere Kennzeichen der Silberschmiede waren eine arbeitsteilige Organisation in der Weihrauchs Entwürfe in ihren einzelnen Fertigungsschritten von Spezialisten umgesetzt wurden und dies, obwohl es sich um einen relativ kleinen Betrieb mit etwa zehn bis zwölf Mitarbeitern handelte. Auf diese Weise wurde man trotz weitgehender Rationalisierung und teilweiser Mechanisierung der Produktion höchsten Ansprüchen an gute Verarbeitung der Silberwaren gerecht. Weihrauch begriff die Maschine als Mittel zur Herstellung zeitgemäßer Arbeiten, deren Gestaltung eben durch den technischen Prozess bestimmt wurde; das Endergebnis war aber immer auf die solide, handwerkliche Bearbeitung angewiesen.
Sein Selbstverständnis als Silberschmied verbot nahezu die Produktion in Serien. So sind die Korpusarbeiten bis zum Jahr 1954 fast ausschließlich Einzelstücke. Kleinserien einfacherer Arbeiten von vier bis sechs Exemplaren blieben die Ausnahme. Folgerichtig schied Weihrauch aus dem Betrieb aus, als Hingelberg aufgrund von Absatzschwierigkeiten 1954 den ersten Verkaufskatalog herausgab und damit die Möglichkeit des Eingreifens und Veränderns am einzelnen Objekt verwehrt wurde. Svend Weihrauch betrieb bis zu seinem Tode ein Café in Aarhus.